# Аптека "Під Орлом" у Кракові

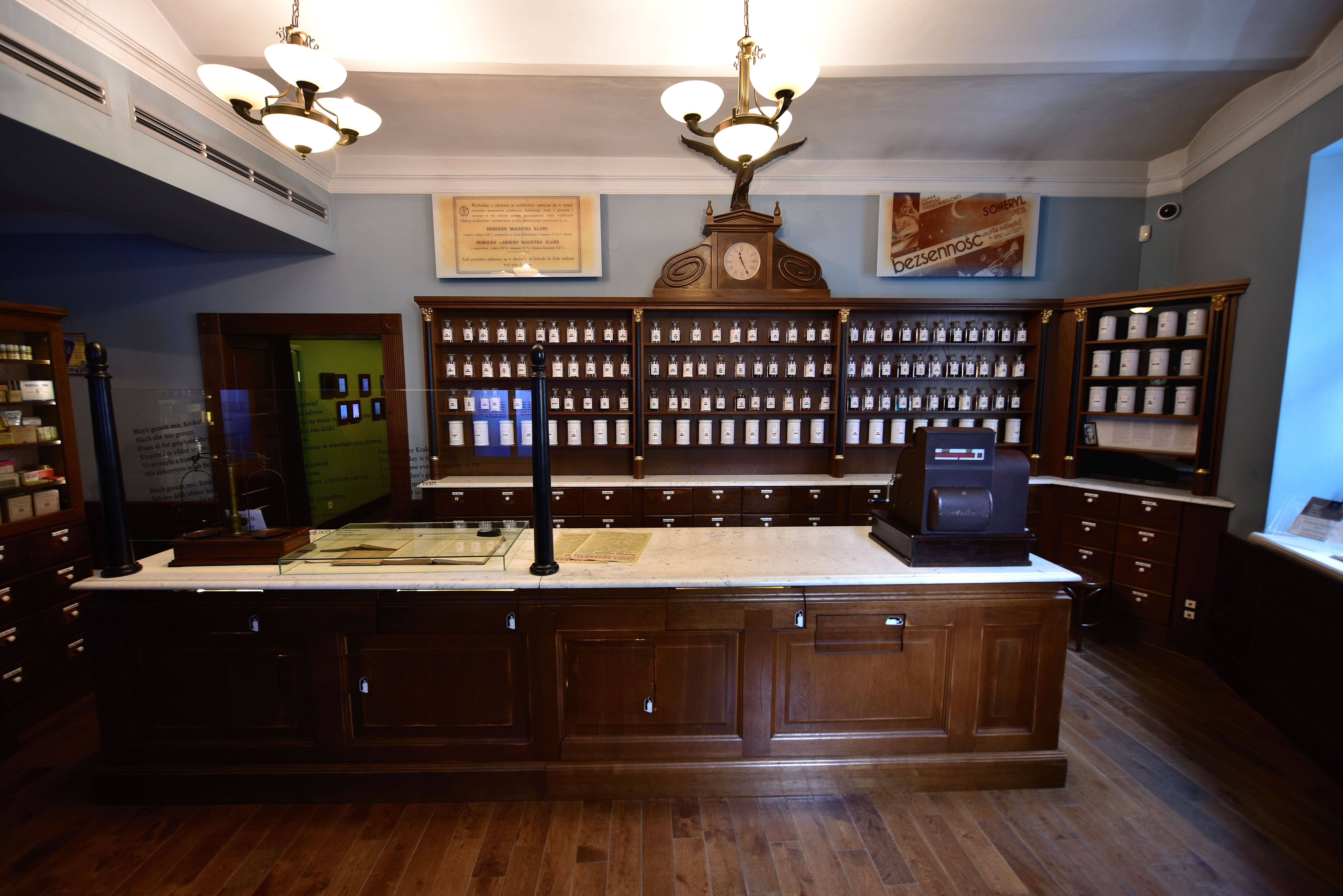
Диспетчерська в аптеці "Під Орлом"

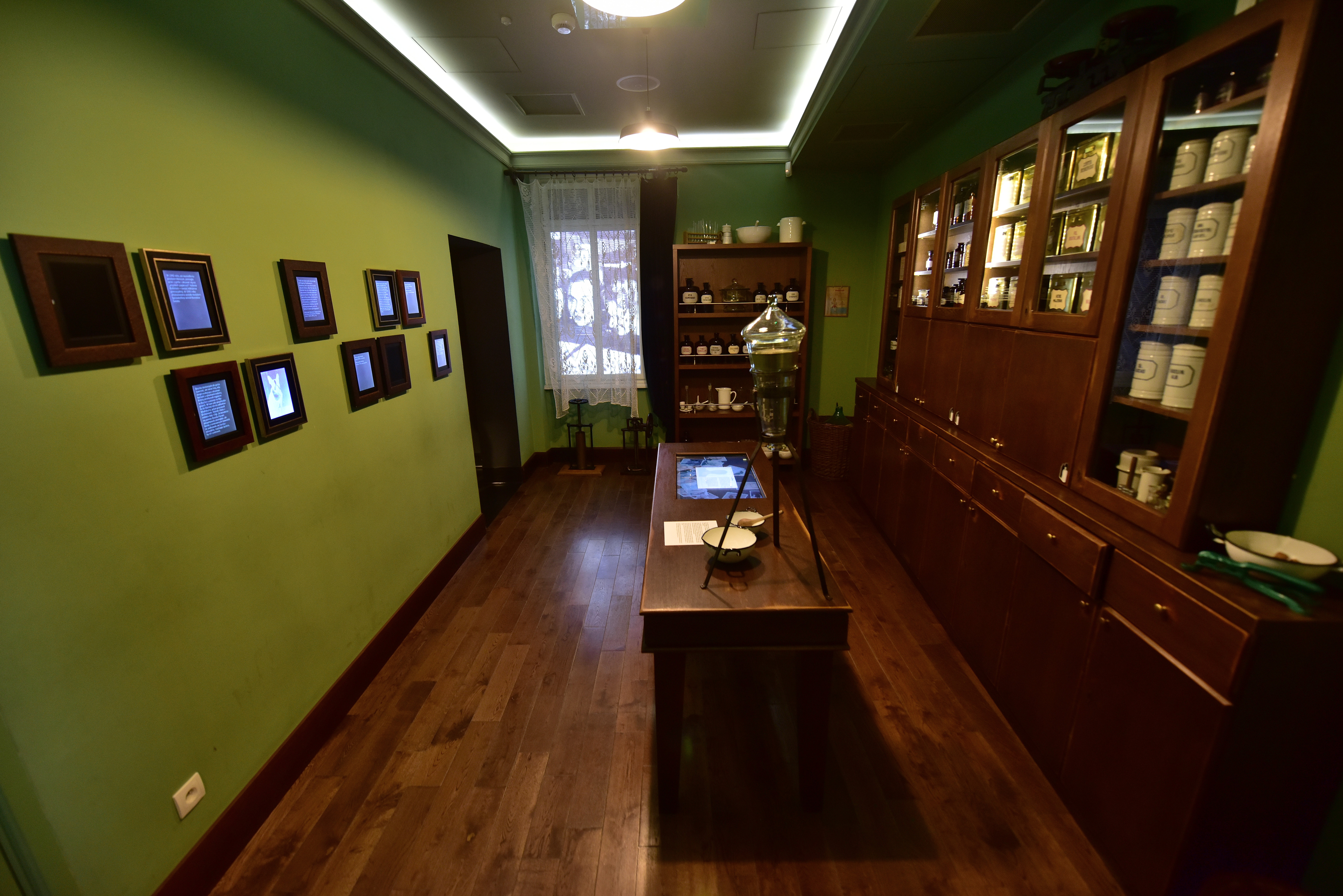
Рецептурна кімната

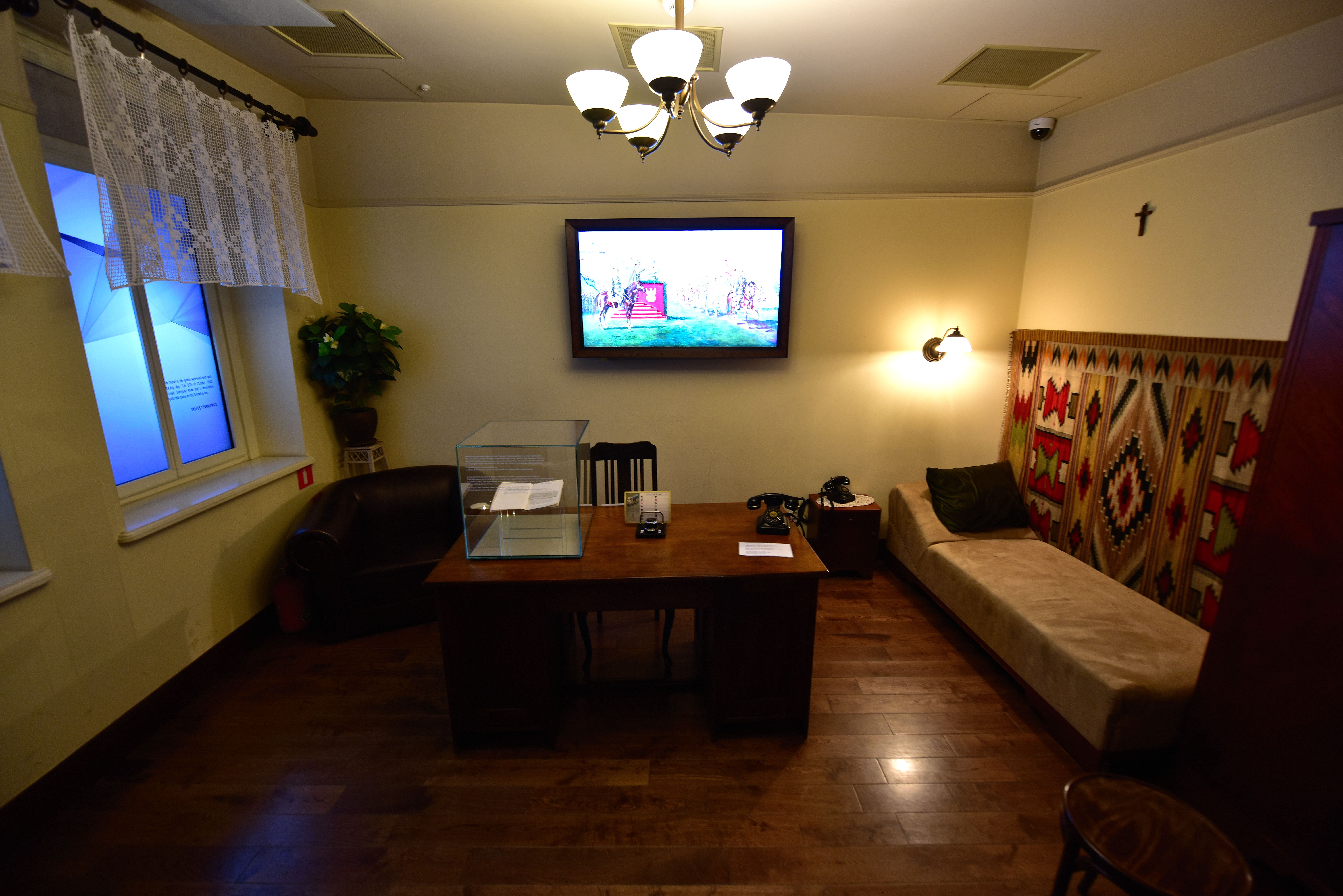
Кімната Тадеуша Панкевича

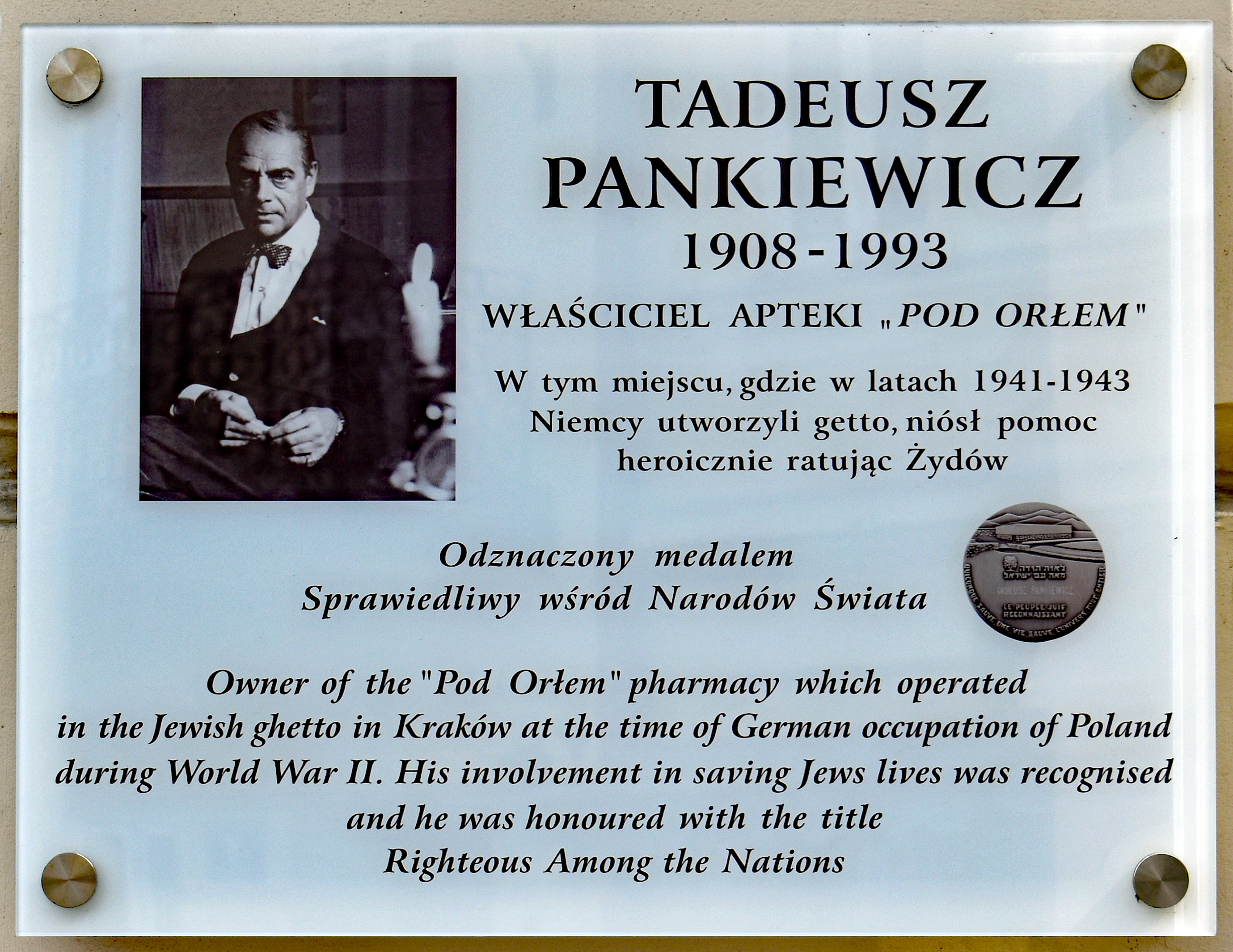
Дошка пам'яті Тадеуша Панкевича

Аптека "Під Орлом" у Кракові - єдина аптека, розташована в краківському гетто в Підгуже під час німецької окупації Кракова .
Аптека знаходилась на площі Богатерів Гетта, 18 (колишній Малий Ринок, потім Площа Згоди). Її очолював Тадеуш Панькевич, єдиний поляк, який жив у межах гетто від початку до кінця його існування. Аптека була підпільним місцем для провізії, допомоги та контактів для євреїв, які проживали в гетто.

## Історія
Аптеку "Під Орлом" заснував Юзеф Панкевич, батько Тадеуша, у 1909 році. Від початку вона знаходилася в кам’яниці № 18 на Малому Ринку в Подгужі, тоді окремому містечку. Це була четверта аптека в Підґужі та перша, заснована за межами центру міста. Жителів Підґужа, як поляків, так і євреїв, постачали там ліками, напр. компанія "Bikkur Cholim" .
Тадеуш Панкевич почав працювати в сімейній аптеці в 1930 році, після закінчення фармацевтичних студій у Ягеллонському університеті . З початку 1934 року він взяв на себе обов’язки завідуючого аптекою, його батько Юзеф Панкевич працював в аптеці за сумісництвом до 1936 року. Власником аптеки був Юзеф Панькевич, а після його смерті в 1942 році його вдова Марія Панькевич, яка в 1945 році відійшла Тадеушу. Формально Тадеуш Панкевич став власником аптеки з 1946 року. Аптека завжди була сімейною.

## Друга світова війна
Після того, як німці створили гетто для краківських євреїв у Підгужі, аптека Панкевича опинилася в стінах гетто, у самому його центрі. Завдяки зусиллям Тадеуша Панкевича німецька влада погодилася на роботу в гетто «арійської» аптеки. За розпорядженням німецької влади аптека "Під Орлом" була єдиною аптекою в гетто, яка працювала 24 години на добу.
Колектив, який працював в аптеці Тадеуша Панкевича, окрім власника, складався з трьох осіб: Ірена Дроздзіковська, магістр фармації, працювала в аптеці з 10 вересня 1939 р. до 28 лютого 1951 р.; Аурелія Чорт, уроджена Данек, тоді студент фармації Ягеллонського університету – з 1 травня 1941 р. до 1 вересня 1945 р.; Гелена Криванек, також студентка фармації Ягеллонського університету – у період з 5 грудня 1941 року по 31 жовтня 1950 року. Вонипісля війни закінчили фармацевтичні студії в Ягеллонському університеті. Ірена Дроздзіковська, Аурелія Чорт і Гелена Криванек мали перепустки і покидали гетто ввечері, тоді як Тадеуш Панкевич проживав там постійно  .
Під час існування гетто (1941–1943 рр.) аптека була особливим місцем. Увечері, а потім і вночі там збиралися люди, які становили професійну, інтелектуальну та мистецьку еліту гетто. Мордехай Гебіртіг, єврейський співак, Авраам Нойман, видатний єврейський художник, доктор Юліан Александрович, доктор Бернхард Борнштейн, доктор Леон Штайнберг, фармацевти: Емануель Герман, Роман Імерглюк та багато інших. На цих зустрічах коментувалися події та військові повідомлення, обмінювалися інформацією з підпільної преси, точилися жваві дискусії не лише про політику, а й про літературу та звичайні світські розмови. Святкові зустрічі влаштовувалися з нагоди свят чи радісних подій, як згадував сам Панкевич: «Збірним пунктом після кожного переміщення є аптека. Відомо, що ті, хто вижив, скерують свої перші кроки до нас; тут чекають інші, тут з'являться всі наші друзі, яких доля врятувала від смерті. Всі розповідають, як він утік, де ховався, як вижив»  .
В аптеці Тадеуш Важевський, видатний математик, професор Ягеллонського університету, двічі зустрічався з доктором Раппапортом, філософом і юристом. Темою зустрічі було вирішення проблеми трисекції кута - однієї з великих проблем грецької математики, яку запропонував Раппапорт. Вже в 1837 році було доведено, що ця конструкція в загальному випадку нездійсненна, про що Важевський знав і про що повідомив Панкевича перед зустріччю  . Однак виявилося, що метод, запропонований Раппапортом, є одним з найпростіших. Крім того, він дуже точний для кутів α ≤ 30° (у цьому випадку отримана похибка δ < 1°)  . Важевський опублікував замітку про рішення Раппапорта в «Annales de la societe polonaise de thematique» у 1945 році. Раппапорт не дожив до публікації, він загинув під час червневої депортації 1942 року.
Аптека постачала фарбу для волосся для омолодження зовнішнього вигляду, напівфабрикати якої постачав доктор Людвік Журовський, та люмінал, який застосовували для дітей з метою переховування чи вивезення за межі гетто.
У грудні 1941 року, після офіційного закриття пошти в гетто, аптека взяла на себе її функції і стала місцем нелегальних контактів між мешканцями гетто та «арійською» частиною міста. Співробітники аптеки були зв'язковими, перевозили кореспонденцію, цінні речі та контрабандою доправляли в гетто закуплені продукти харчування, ліки та замовні товари.
У період посилення арештів аптека стала притулком для репресованих, які, користуючись цілодобовим чергуванням, шукали тут притулку. Він служив останнім пунктом контакту для переміщених осіб перед тим, як їх вивели з площі Згоди. Тут також було сховано близько дюжини старих і цінних тор, що пережили війну, та приватних документів, довірених Панкевичу переміщеними особами. Після ліквідації гетто допомога в’язням плашувського табору надходила з аптеки та через неї.
Після поділу гетто на частини «А» і «Б» аптека опинилася в гетто «Б», де перебували безробітні, люди похилого віку та хворі  .
Після ліквідації гетто аптека "Під Орлом" працювала без суттєвих змін, за винятком скороченого режиму роботи. У період від ліквідації гетто з 13-14 березня 1943 р. до грудня 1943 р. євреї, які залишилися в гетто, постачалися там медикаментами. Там єврейська поліція забрала ліки для групи приблизно з 300 в’язнів. Пізніше аптека обслуговувала нових мешканців Підгуже, які оселилися на території колишнього гетто.
Після капітуляції Варшавського повстання (1944 р.) аптека була місцем зустрічі митців, які масово приїжджали до Кракова зі зруйнованої Варшави.

## Після війни
У 1951 році внаслідок політичних змін у Польщі аптеки були націоналізовані. Аптека Панкевича  "Під Орлом" була перейменована на «Державне підприємство. Соціальна аптека №31». Всупереч прийнятим правилам, колишній власник Тадеуш Панкевич був залишений керівником аптеки. На посаді керівника залишався до кінця грудня 1953 року. Після Тадеуша Панкевича керівництво аптекою прийняв магістр Ян Шнайдер, який керував аптекою до 1978 року. Після нього посаду керівника зайняв магістр Станіслав Войцикевич. Останнім керівником аптеки була Шарота Новак.
У квітні 1967 року аптека була переведена в будинок на пл. Героїв гетто, 11. У колишньому приміщенні аптеки "Під Орлом" відкрився «ВБар Надвіслянський», який проіснував до 1981 року.
Аптеку «Під Орлом» увіковічнили, між іншим, у книзі Тадеуша Панкевича "Apteka w ghetto krakowskim" та фільмі «Список Шиндлера» Стівена Спілберга, який у 2004 році отримав титул мецената Кракова за фінансову підтримку діяльності аптеки «Під Орлом».

## Музей Гетто «Аптека під Орлом»
Зараз аптека «Під Орлом» є філією Історичного музею міста Кракова .
У 1981 році голова окружного управління Краків-Подґуже Маріан Куліг розпорядився ліквідувати бар і виділив приміщення для створення музею. Завдяки зусиллям групи людей, які добре знають історію аптеки, друзів Панкевича, які створили Товариство друзів Підгузького округу у складі: Фридерика Недели, адвоката Мечислава Коссека, доктора Юзефа Вронського, Тадеуша Захаріасевича, Леон Греблер, професора \Юліана Александровича, професора Яна Валаса, професора Еміля Люхтера, Яна Крейча, створено Музей національної пам’яті. Музей відкрито 22 квітня 1983 року.
У 2002 році Роман Полянський передав музею нагороди Фундації польської культури «Золоте Берло». У 2003 році Музей «Аптека "Під Орлом» став філією Історичного музею міста Кракова. Завдяки коштам, пожертвуваним Романом Полянським та Стівеном Спілбергом, відбулися зміни в обладнанні та експозиції музею. У 2010 році Історичний музей міста Кракова включив "Аптеку «Під Орлом» до новоствореної структури – Меморіального шляху. Він складається з трьох відділень Музею культури: Фабрики Шиндлера, Поморської вулиці та Аптеки "Під Орлом", які разом представляють всю історію окупації Кракова.
16 березня 2013 року до 70-ї річниці ліквідації Краківського гетто в приміщенні колишньої аптеки відкрилася нова постійна експозиція «Аптека Тадеуша Панкевича у Краківському гетто».

## Виноски
1. 1 2  https://muzeumkrakowa.pl/oddzialy/apteka-pod-orlem
2. ↑  Löw, Andrea (2014). Krakowscy Żydzi pod okupacją niemiecką 1939-1945. Kraków: Universitas. с. 74. ISBN 978-83-242-2642-9.
3. 1 2  Pankiewicz, 1982.
4. ↑  , Tadeusz Ważewski, "Sur une methode approximative de M. Rappaport concernant la trisection d'un angle."
5. ↑  Löw, Andrea (2014). Krakowscy Żydzi pod okupacją niemiecką 1939–1945. Kraków: Universitas. с. 187. ISBN 978-83-242-2642-9.